# UTF Cup 2013
L'UTF Cup 2013 è stato un torneo di tennis facente parte della categoria ITF Women's Circuit nell'ambito dell'ITF Women's Circuit 2013. Il torneo si è giocato a Buča in Ucraina dal 18 al 24 novembre 2013 su campi in sintetico (indoor) e aveva un montepremi di $25,000.

## Vincitrici

### Singolare
Polina Vinogradova ha battuto in finale  Anhelina Kalinina con il punteggio di 4–6, 6–3, 6–4

### Doppio
Sofia Shapatava /  Anastasіja Vasyl'jeva  hanno battuto in finale  Anhelina Kalinina /  Elizaveta Kuličkova con il punteggio di 7–6(4), 6–2